# Aerofagia
Aerofagia (łykawica, łac. i ang. aerophagia) – zaburzenie czynnościowe przewodu pokarmowego, polegające na połykaniu powietrza prowadzącym do odbijania; objaw chorobowy, pojawiający się często u osób chorych na nerwicę.
Odbijanie powietrza w aerofagii jest zwykle nieświadome. W badaniu przeprowadzonym przez Alberta J. Bredenoorda i wsp. nazwano je "odbijaniem nadżołądkowym". W badaniu tym zastosowano impedancję przełykową i wykazano, że po połknięciu powietrze szybko przedostaje się do przełyku i następnie z powrotem do jamy ustnej. Nie dochodzi do rozluźnienia dolnego zwieracza przełyku. Ten typ odbijania jest charakterystyczny tylko dla aerofagii.

## Kryteria rozpoznania
Według Kryteriów rzymskich III aerofagia należy do zaburzeń odbijania i zaliczana jest do zaburzeń czynnościowych żołądka i dwunastnicy. Początek objawów musi występować co najmniej 6 miesięcy przed postawieniem diagnozy. Konieczne jest spełnienie obu poniższych warunków przez co najmniej 3 miesiące:
- uciążliwe, nawracające odbijanie co najmniej kilka razy w tygodniu
- obiektywnie zaobserwowane lub zmierzone połykanie powietrza

## Różnicowanie
Aerofagia jest zazwyczaj łatwa do rozpoznania na podstawie informacji uzyskanych od pacjenta i nie wymaga dodatkowej diagnostyki. Niekiedy zaburzenie wymaga różnicowania z przebiegającą czasem z nadmiernym odbijaniem chorobą refluksową przełyku, wówczas pomocna może być pH-metria lub włączenie do leczenia inhibitorów pompy protonowej, łagodzących objawy w chorobie refluksowej, a niemających wpływu na aerofagię. Ponadto zaburzenie to należy różnicować z dyspepsją, zespołem przeżuwania, zaburzeniami lękowymi i depresyjnymi.

## Leczenie
- wytłumaczenie choremu mechanizmu zaburzenia, uspokojenie pacjenta
- modyfikacja diety (odstawienie cukierków do ssania, gumy do żucia oraz napojów gazowanych, zalecenie połykania niewielkich kęsów pokarmu i wolniejszego jedzenia)
- psychoterapia behawioralna

Skuteczność powyższych form terapii jest niepewna.